# Aizier
Aizier är en kommun i departementet Eure i regionen Normandie i norra Frankrike. Kommunen ligger i kantonen Quillebeuf-sur-Seine som tillhör arrondissementet Bernay. År 2022 hade Aizier 156 invånare.

## Befolkningsutveckling
Antalet invånare i kommunen Aizier
Referens:INSEE